# Jakub z Tunisu
Blahoslavený Jakub z Tunisu (?, Katalánsko – 1314, Tunis) byl španělský řeholník Řádu mercedariánských rytířů a mučedník.

## Život
Narodil se v Katalánsku a po čase vstoupil do Řádu mercedariánských rytířů. Roku 1314 odešel do Tunisu osvobozovat křesťanské zajatce. Pracoval s bl. Adolfem z Tunisu a bl. Arnaldem z Rossinolu. Na cestě domů jejich loď byla zajata piráty a Jakub byl uvězněn. V zajetí sloužil ostatním vězňům a vyprávěl jim o Ježíši. Poté byl piráty zabit.
Jeho svátek je oslavován 16. prosince.